# Puchar Polski kobiet w piłce nożnej 2004/05, grupa lubelska
Puchar Polski kobiet w piłce nożnej w sezonie 2004/05, grupa: lubelska
I runda - 25 - 26 września 2004
Grodziszczanka Grodzisko Dolne - Bizon Medyka 6:2
Włodawianka Włodawa - Kinga Krasnystaw 2:1
Victoria Łukowa/Chmielek - Hetman Zamość 0:4
UKS Kleosin - KP Michałowo 1:2
Motor Lublin - Górnik Łęczna 0:15
II runda - 6 października 2004
Grodziszczanka Grodzisko Dolne - Bizon Medyka 0:5
Hetman Zamość - Włodawianka Włodawa 3:1
AZS PWSZ Biała Podlaska - KP Michałowo 4:0
Górnik Łęczna - Delfinek Łuków 1:5
Półfinały - 13 października 2004
Sokół Kolbuszowa Dolna - AZS PWSZ Biała Podlaska 2:0
Hetman Zamość - Delfinek Łuków 1:7
Finał - 14 listopada 2004 Łęczna
Delfinek Łuków - Sokół Kolbuszowa Dolna 1:5